# 夫子河小学
麻城市夫子河中心小学，是一所位於湖北省麻城市夫子河镇北门村希望路的全日制公立小學，主要教學語言為中文。该校前身为夫子河镇北门中心小学，2008年6月1日更名为夫子河中心小学 ，现有学生2500余人。

## 教学设施

### 教学楼
2014年12月，麻城市夫子河中心小学教学楼工程经由湖北省财政厅和湖北省教育厅13号文件批准予以建设，湖北麻一建设有限公司为第一中标候选单位，投标报价为212.892253万元。

### 实验楼
夫子河小学实验楼共拥有25间现代化功能教室。
- 科技活动室
- 自然科学实验室
- 美术专用教室
- 音乐专用教室
- 舞蹈形体教室
- 劳动技能室
- 计算机教室
- 电子软件资料室
- 阅览室
- 藏书室
- 标本陈列室等。